# LUV (芸能プロダクション)
LUV（エルユーブイ）は、日本の芸能プロダクション。男子高生ミスターコンテストや女子高生ミスコンテストの入賞者やインフルエンサーが多く所属する。

## 所属タレント
- 増田彩乃（CUTIE STREET）
- 小國舞羽（『Seventeen』モデル）
- 黒江こはる
- 希空
- 清水あす香
- 谷村優真
- 村谷はるな
- 榊原樹里
- 中里真哉斗
- 葵くみ
- 川岸瑠那（『PRODUCE 101 JAPAN THE GIRLS』参加者、fav meメンバー）
- ゆあん
- 千葉祐夕
- 高畑麻優
- 内田禅
- 紗弥
- 小滝らうり
- あんなやん
- 千葉雪乃
- 春乃知歩

### ジュニア
- 夏目ラリッサ
- 相澤奈由
- 大友るみな
- 花谷環奈

### 他
- 井筒和幸（業務提携）

## 過去の所属者
- 森長一誠[3]
- 粕谷音[4]
- 三野宮鈴[5]